# АФК Академі
Футбольний клуб «АФК Академі» (англ. AFC Academy) — футбольний клуб островів Теркс і Кайкос із острова Провіденсьялес. Клуб був заснований у 2007 році, та проводить домашні матчі на стадіоні Національної Академії ТСІФА місткістю 3 тисячі глядачів. Клуб грає у вищій лізі чемпіонату Терксу і Кайкосу з футболу, та 7 разів був чемпіоном островів.

## Титули і досягнення
- Чемпіон Терксу і Кайкосу (7): 2009–2010, 2014, 2014–2015, 2016, 2018, 2019, 2023-2024